# Alticola albicaudus
Alticola albicaudus е вид гризач от семейство Хомякови (Cricetidae).

## Разпространение
Този вид е разпространен в Индия и Пакистан.